# Lakewood Club
Lakewood Club é uma vila localizada no estado americano de Michigan, no Condado de Muskegon.

## Demografia
Segundo o censo americano de 2000, a sua população era de 1006 habitantes.
Em 2006, foi estimada uma população de 1337, um aumento de 331 (32.9%).

## Geografia
De acordo com o United States Census Bureau tem uma área de
5,3 km², dos quais 4,9 km² cobertos por terra e 0,4 km² cobertos por água.

## Localidades na vizinhança
O diagrama seguinte representa as localidades num raio de 16 km ao redor de Lakewood Club.